# Tripogon
Genre
Classification APG III (2009)
Tripogon est un genre de plantes monocotylédones de la famille des Poaceae (graminées) que l'on trouve en Afrique tropicale, en Asie et en Australie.

## Étymologie
Le nom générique « Tripogon » provient du grec tria « trois » et pogon « barbe », en référence aux poils présents à la base des trois nervures des lemmes (glumelles inférieures).

## Liste d'espèces
Selon World Checklist of Selected Plant Families (WCSP) (15 juillet 2016) :
- Tripogon africanus (Coss. & Durieu) H.Scholz & P.König (1985)
- Tripogon anantaswamianus Sreek., V.J.Nair & N.C.Nair (1983 publ. 1985)
- Tripogon bimucronatus Thoiba & Sunil (2015)
- Tripogon borii Kabeer, V.J.Nair & G.V.S.Murthy (2008 publ. 2009)
- Tripogon bromoides Roth (1817)
- Tripogon capillatus Jaub. & Spach (1851)
- Tripogon chinensis (Franch.) Hack., Bull. Herb. Boissier, sér. 2 (1903)
- Tripogon copei Newmaster, V.Balas., Murug. & Ragup. (2008)
- Tripogon curvatus S.M.Phillips & Launert (1971)
- Tripogon debilis L.B.Cai (2005)
- Tripogon ekmanii Nicora & Rúgolo (1991)
- Tripogon filiformis Nees ex Steud. (1854)
- Tripogon humilis H.L.Yang (1983)
- Tripogon idukkianus Sunil & Pradeep (2015)
- Tripogon jacquemontii Stapf (1892)
- Tripogon larsenii Bor (1968)
- Tripogon leptophyllus (A.Rich.) Cufod. (1968)
- Tripogon liouae S.M.Phillips & S.L.Chen (2002)
- Tripogon lisboae Stapf (1892)
- Tripogon loliiformis (F.Muell.) C.E.Hubb. (1934)
- Tripogon longe-aristatus Hack. ex Honda (1927)
- Tripogon major Hook.f., J. Proc. Linn. Soc. (1864)
- Tripogon malabarica Thoiba & Pradeep (2014)
- Tripogon minimus (A.Rich.) Hochst. ex Steud. (1854)
- Tripogon modestus S.M.Phillips & Launert (1971)
- Tripogon montanus Chiov. (1908 publ. 1907)
- Tripogon multiflorus Miré & H.Gillet (1956)
- Tripogon narayanae Sreek., V.J.Nair & N.C.Nair (1983)
- Tripogon nicorae Rúgolo & A.S.Vega (2004)
- Tripogon oliganthos Cope (1992)
- Tripogon polyanthus Naik & Patunkar (1976)
- Tripogon pungens C.E.C.Fisch. (1934)
- Tripogon purpurascens Duthie (1901)
- Tripogon ravianus Sunil & Pradeep (2001)
- Tripogon rupestris S.M.Phillips & S.L.Chen (2002)
- Tripogon siamensis Bor (1963)
- Tripogon sichuanicus S.M.Phillips & S.L.Chen (2002)
- Tripogon sivarajanii Sunil (1999)
- Tripogon spicatus (Nees) Ekman (1912)
- Tripogon subtilissimus Chiov. (1906)
- Tripogon thorelii A.Camus (1920)
- Tripogon tirumalae Chorghe, Rasingam, Prasanna & Sankara Rao (2013)
- Tripogon trifidus Munro ex Stapf (1896)
- Tripogon vellarianus A.K.Pradeep (1999)
- Tripogon velliangiriensis Murug. & V.Balas. (2008)
- Tripogon wardii Bor (1957 publ. 1958)
- Tripogon wightii Hook.f. (1896)
- Tripogon yunnanensis J.L.Yang ex S.M.Phillips & S.L.Chen (2002)